# Express Burn
Express Burn — умовно безкоштовна утиліта для запису CD, DVD і Blu-ray дисків. Програма має простий у використанні інтерфейс для запису файлів на диски, дозволяє створювати аудіо-диски без наявності встановлених кодеків у системі, автоматично визначає швидкість запису, а також присутній інструментарій для створення обкладинок для дисків.

## Можливості
- Записаний диск з даними повністю сумісний з ISO Joliet.
- Підтримка декількох сесій запису на аудіо-CD або DVD.
- Операції з командним рядком для зв'язку з іншими програмами.
- Підтримка відео — AVI, MPG, VOB, ASF, WMV, MP4, OGM і всі відео-формати, які засновані DirectShow кодеку.
- Підтримка аудіо — WAV, MP3, WMA, AU, AIFF, RA, OGG, FLAC, ААС і ряд інших популярних форматів.
- Запис відео файлів для PAL або NTSC
- Запис аудіо компакт-дисків в режимі інтеграції без паузи між треками.
- Маленький розмір дистрибутиву.
- Drag-and-drop.

## Недоліки
Станом на 3 червня 2011 містить помилку в генерації файлової системи ISO 9660, в результаті якої деякі файли, при читанні через ISO 9660, виявляються пошкодженими.